# Ip Tai Tak
Ip Tai Tak (1929-2004) était un maître de Tai Chi Chuan de la cinquième génération du style Yang, premier disciple de Yang Shou-chung.

## Biographie
Ip Tai Tak pratiqua des arts martiaux externes au cours de sa jeunesse et avait même déjà pratiqué le Tai Chi Chuan lorsqu'il assista à une démonstration publique de Yang Shou-chung en 1951. Il décida alors de se consacrer pleinement à l'apprentissage avec maître Yang et en 1954 il devint son premier disciple. Maître Ip continua à se perfectionner jusqu'à la mort de Yang Sou-chung en 1985.
Ip Tai Tak a passé l'essentiel de sa vie à Hong Kong, ne formant qu'un petit groupe d'élèves triés sur le volet. Il se choisit deux disciples : Ding Teah Chean en 1998 et Robert Boyd en 2001. 